# Monte Alegre (Pará)
Monte Alegre è un comune del Brasile nello Stato del Pará, parte della mesoregione del Baixo Amazonas e della microregione di Santarém.